# Anne Fletcher
Anne Marie Fletcher (nascida em 1 de maio de 1966) é uma dançarina, atriz, coreógrafa e cineasta norte-americana, reconhecida por dirigir filmes como Step Up (2006), Vestida para Casar (2008) e A Proposta (2009).